# Оргбюро ЦК ВКП(б)
Оргбюро́ (організаційне бюро) ЦК — орган ЦК ВКП(б). Існував у 1919–1952 роках. Був призначений для вирішення кадрових та організаційних питань, однак практично одразу втратив своє значення у зв'язку з появою Секретаріату ЦК, оскільки секретарі ЦК займались тими самими питаннями, але на постійній основі, натомість члени Оргбюро суміщали подібні обов'язки з іншими. Його склад обирався на пленумах ЦК РКП(б) - ВКП(б) (всього 13 разів); спочатку складалося з 3 (з березня 1919 - з 5) членів ЦК, в останній склад, обраний 18.3.1946, входили 15 чол., У т. ч. М. О. Булганін, А. О. Жданов, А. А. Кузнєцов, Г. М. Маленков, Л. З. Мехліс, М. С. Патолічєв, М. І. Родіонов, Й. В. Сталін (єдиний незмінний член Оргбюро всіх складів), М. А. Суслов.
За Сталіна діяльність Оргбюро фактично злилась із діяльністю Секретаріату ЦК, однак формально орган було ліквідовано тільки на XIX з'їзді (1952). На рівні обласних, районних тощо органів партії аналогів Оргбюро не існувало.